# Frecciargento
Frecciargento (sigla FA) è una categoria di servizio dei treni alta velocità dell'impresa ferroviaria italiana Trenitalia che, a partire dal cambio di orario di giugno 2012 ha sostituito, assieme alla nuova categoria Frecciarossa, la categoria Eurostar Italia Alta Velocità inserendosi nella famiglia delle Frecce. Precedentemente i treni di categoria Eurostar Italia Alta Velocità avevano ricevuto il nome complementare di Frecciarossa o Frecciargento, nome che dal giugno 2012 non è più complementare ma principale proprio della categoria di servizio.
Il servizio Frecciargento è operato con treni Pendolino (cioè ad assetto variabile) ETR.485. Esso offre una velocità massima di 250 km/h ed è stato concepito per collegare Roma con varie destinazioni quali Genova, Firenze, Napoli, Lecce e Reggio Calabria.
I treni Pendolino, rispetto ai treni convenzionali, offrono la possibilità di innalzare la velocità di percorrenza sulle linee convenzionali e in particolare di mantenerla costante sui tratti più tortuosi.

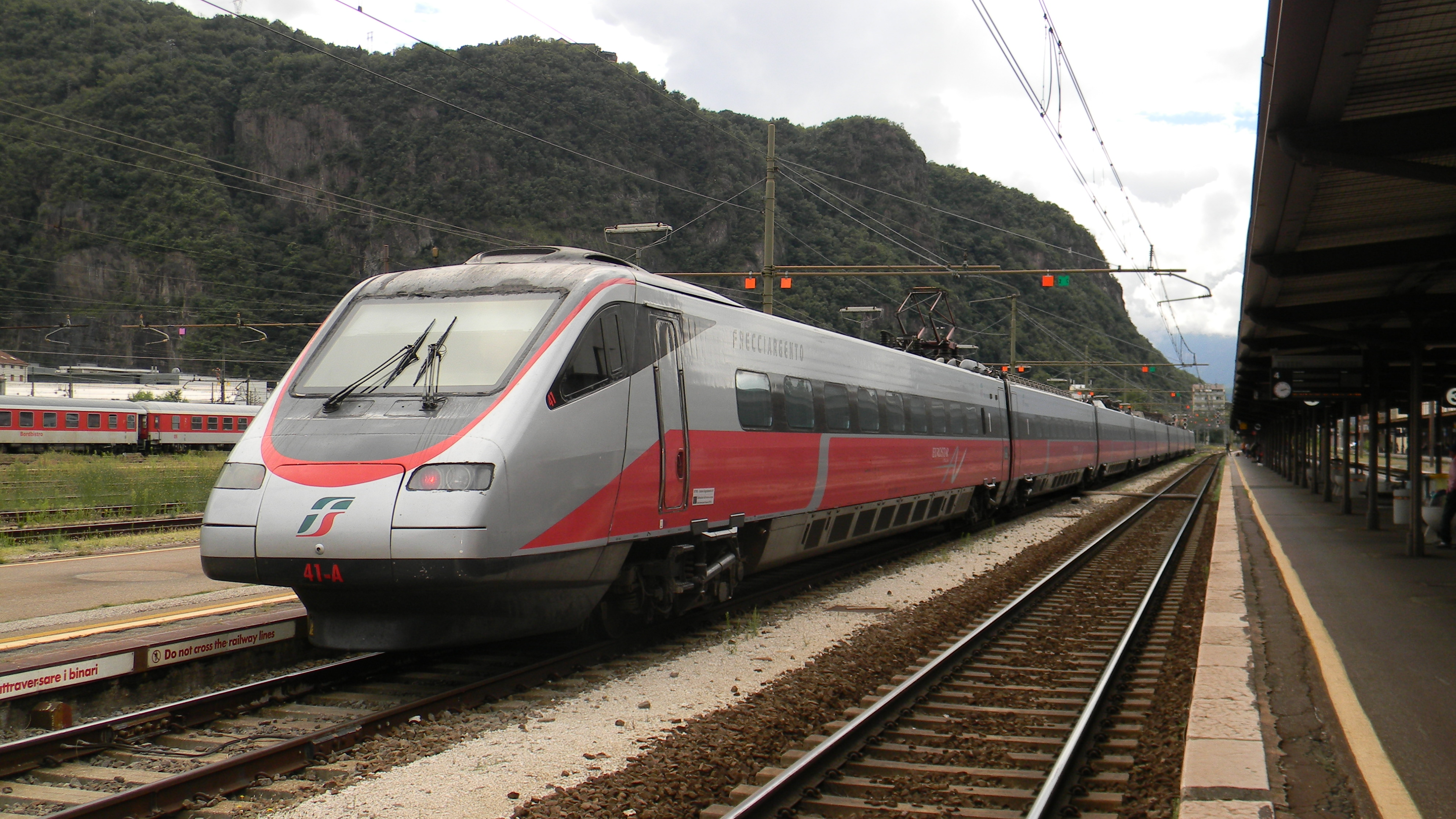
ETR.485 nella livrea Frecciargento d'origine

In accordo alla politica di utilizzo dei treni Pendolino, soltanto alcuni tratti delle relazioni servite dai Frecciargento utilizzano linee ad alta velocità, mentre i restanti tratti, effettuati su linee convenzionali, possono essere percorsi, proprio in virtù del pendolamento, a velocità comunque superiore rispetto a quella dei treni ordinari, essendo i Frecciargento tutti treni di rango P.

## Storia
Nel 2008 entrarono a far parte del parco rotabili Frecciargento gli ETR.485, gli ETR.600 e gli ETR.610. Questi ultimi dopo vari anni di servizio sono stati assegnati alle relazioni EuroCity tra Milano e la Svizzera.
Con il cambio orario estivo del 2019 entrarono a far parte del parco rotabili gli ETR.700, i quali sostituirono i Frecciabianca in servizio sulla linea Adriatica.
Da dicembre 2020, inoltre, i Frecciargento sostituirono i Frecciabianca in servizio sulla linea Tirrenica Meridionale sulla relazione che va da Roma a Reggio Calabria.
Nel mese di dicembre 2021 gli ETR.700 Frecciargento della direttrice Adriatica furono trasformati in Frecciarossa operati con ETR.500; l'operazione inversa ebbe luogo su buona parte dei collegamenti della direttrice trans-padana.
Il 31 maggio 2022 viene annunciato, con il lancio di Trenitalia della Summer Experience, il passaggio progressivo degli ETR.700 e 600 alla categoria Frecciarossa, con conseguente cambio di livrea. I primi sono stati riclassificati nella categoria superiore nel dicembre del medesimo anno, la riconversione degli ETR.600 invece è avvenuta nel marzo del 2023. 
Nell'ambito dell'inglobamento delle categorie delle Frecce nel brand Frecciarossa è prevista la totale eliminazione della categoria di servizio, tuttavia il futuro degli ETR.485, i quali risultano essere attualmente gli unici treni in servizio Frecciargento, è incerto visto che non saranno riconvertiti in Frecciarossa.

## Treni e servizi

Vecchio marchio dei treni Frecciargento

Gli ETR 485 sono composti da nove carrozze, tre delle quali di 1ª classe, cinque di 2ª classe e la carrozza FrecciaBistrò, per un totale di 489 posti.

### Servizi a bordo

#### Welcome Drink[4]
I viaggiatori della prima classe ricevono il Welcome Drink appena saliti sul treno, ovvero uno snack a scelta con bevanda e, al mattino, un quotidiano. Sono presenti anche opzioni specifiche per bambini.

#### Portale Frecce
Il Portale Frecce è il servizio internet accessibile tramite il Wi-Fi di bordo nel quale vengono messi a disposizione dei viaggiatori alcuni contenuti video (film, corsi di inglese) e le informazioni sul viaggio con mappa.

#### FrecciaBistrò
In una carrozza del treno è presente il ristorante e caffetteria, chiamato FrecciaBistrò, che mette a disposizione anche menu vegani, vegetariani o per gli intolleranti.
Il servizio ristorazione su tutte le Frecce di Trenitalia è gestito da Elior sotto il marchio Itinere.

#### Servizio di pulizia
Viene effettuata una pulizia a bordo del treno.

#### Rivista La Freccia
È possibile trovare al proprio posto sui Frecciargento La Freccia, la rivista ufficiale delle Ferrovie dello Stato Italiane.

## Livelli di servizio
I Frecciargento dispongono di 2 livelli di servizio:

### Prima classe
- Poltrone reclinabili fino a 117° (3 poltrone per ogni fila).
- Poltrone con 95 cm di distanza tra loro.
- Servizio di ristorazione con Welcome drink, snack dolci e salati, bevande calde e fredde e quotidiano a scelta.

### Seconda classe
- Poltrone reclinabili fino a 117° (4 poltrone per ogni fila).
- Poltrone con 90 cm di distanza tra loro.

## Tratte
Al 2025, i treni Frecciargento svolgono servizio sulle seguenti tratte:
- Roma – Caserta – Benevento – Puglia con fermate a Foggia, Barletta e Bari e con prosecuzioni anche verso Brindisi e Lecce.
- Roma – Napoli Afragola – Salerno – Paola – Lamezia Terme – Rosarno – Villa San Giovanni – Reggio Calabria.
- Roma – Firenze – Pisa – La Spezia – Genova.
- Roma – Terni – Foligno – Pesaro – Rimini – Ravenna.